# الاتصالات في روسيا
كانت الرقابة وقضية حرية الإعلام في روسيا من المواضيع الرئيسية منذ عهد التلغراف. كانت الإذاعة تقنية جديدة في العشرينيات من القرن الماضي. عندما وصل الشيوعيون إلى السلطة، أدركت السلطات السوفيتية أن «هواية إذاعة الراديو» كانت تتَّسم بالفردية إلى حد كبير وتشجع على المبادرة الخاصة، وهذا ما  لاينطبق على النظام الشمولي.
فُرضَت العقوبات الجنائية ولكن الحل العملي كان تجنب البث على الهواء. بدلًا من ذلك، نُقلَت البرامج الإذاعية عبر الأسلاك النحاسية، باستخدام نظام التوزيع المحوري، إلى مكبرات الصوت في محطات الاستماع المعتمدة، مثل الركن «الأحمر» في المصنع.
نظرًا لحجمها الهائل، تتصدر روسيا اليوم عدد محطات البث التلفزيوني وأجهزة إعادة الإرسال (المكرّرات). كان عدد القنوات قليلًا في العصر السوفيتي، ولكن خلال العقدين الماضيين، ظهرت العديد من محطات الإذاعة والقنوات التلفزيونية الجديدة التابعة للدولة وللقطاع الخاص.
خضع نظام الاتصالات السلكية واللاسلكية في روسيا لتغيرات كبيرة منذ الثمانينيات، ما أدى إلى حصول آلاف الشركات على ترخيص لتقديم خدمات الاتصالات اليوم. وُضِع الأساس لتحرير البث بموجب المرسوم الذي وقعه رئيس اتحاد الجمهوريات الاشتراكية السوفيتية في عام 1990.
نُظّمت الاتصالات بشكل رئيسي من خلال القانون الاتحادي «بشأن الاتصالات» والقانون الاتحادي «بشأن وسائل الإعلام».
تحولت «وزارة الاتصالات في جمهورية روسيا الاتحادية الاشتراكية السوفيتية» خلال الفترة السوفيتية في تسعينيات القرن الماضي لتصبح «وزارة الاتصالات والمعلوماتية». في عام 2004 أُعيدَت تسميتها لتصبح «وزارة تكنولوجيا المعلومات والاتصالات»، ومنذ عام 2008 أصبحت وزارة الاتصالات ووسائط الإعلام.
تُخدَّم روسيا بنظام واسع من المبدّلات الهاتفية التلقائية (المقاسم الهاتفية) المتصلة بشبكات حديثة من كابلات الألياف البصرية، والكابلات المحورية، ومقوّيات موجات الميكروويف، ونظام الأقمار الصناعية المحلي؛ لتصبح خدمة الهاتف الخلوي متاحة على نطاق واسع، وتتوسع بسرعة، وتشمل خدمة التجوال إلى البلدان الأجنبية.
وُسّعَت البنية التحتية للألياف الضوئية إلى x (تَعني بنية ذات نطاق عريض تعمل بطريقة الإرسال المتعدد) بشكل سريع في السنوات الأخيرة، من خلال الجهات الفاعلة الإقليمية، بما في ذلك شركة الاتصالات الجنوبية، وشركة سيبير تيليكوم، وشركة إي أر تيليكوم وشركة جولدن تيليكوم.
وبشكل جماعي، يكون لهذه الجهات الفاعلة تأثير كبير على النطاق الترددي العريض للألياف في المناطق الإقليمية، وتمكن المشغلين من الاستفادة من مطالب الزبون للوصول السريع والخدمات المجمَّعة.

## تاريخها القديم

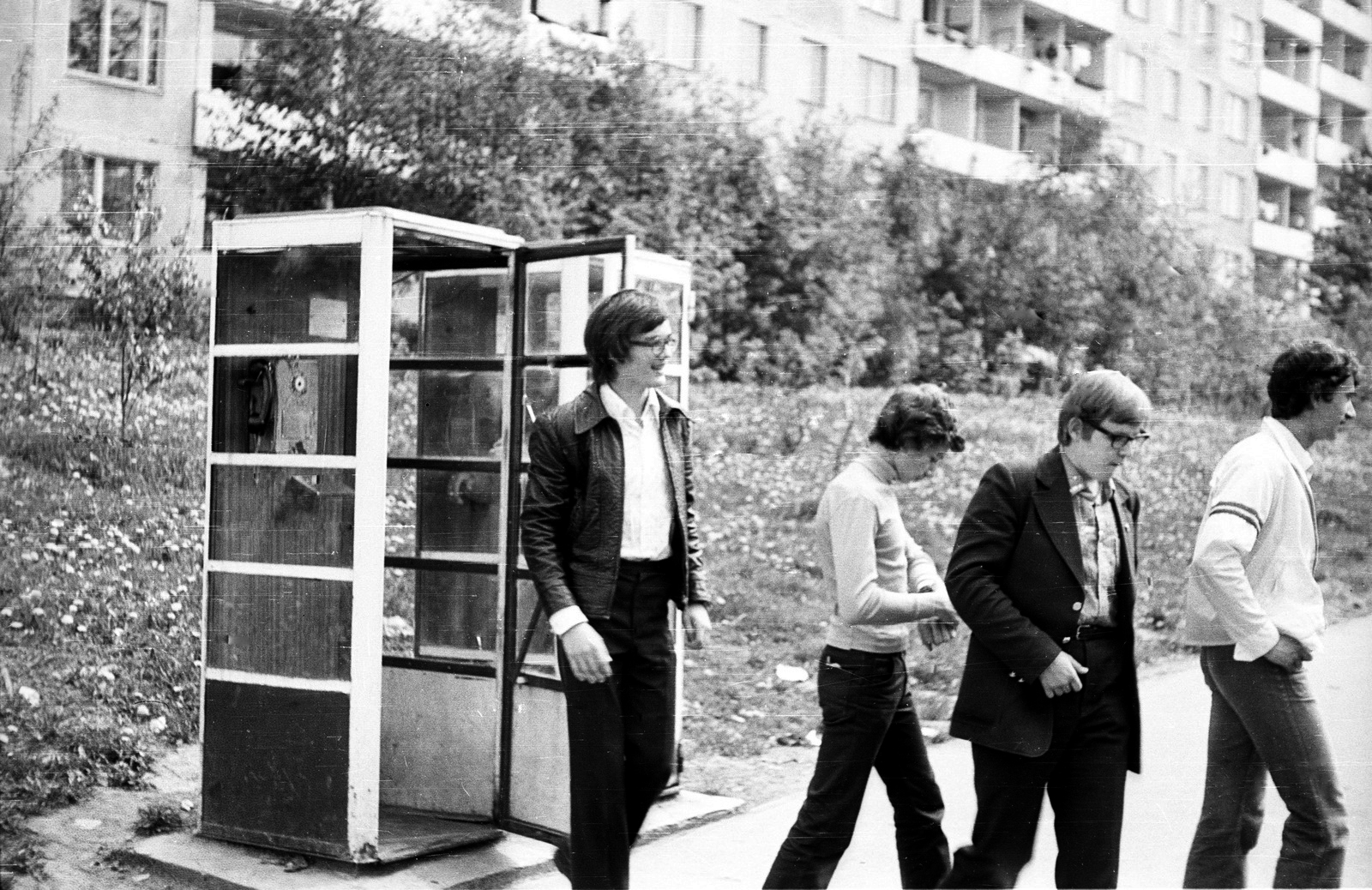
هاتف عمومي سوفيتي

يمكن تتبّع «الشبكات» إلى انتشار البريد والصحافة في روسيا، ونقل المعلومات عبر الوسائل التقنية إلى روسيا باستخدام أنظمة التلغراف والراديو، إلى جانب رواية الخيال العلمي لعام 1837 التي تتناول أحداث عام 4338، للفيلسوف الروسي في القرن التاسع عشر فلاديمير أودوفسكي، يحتوي على توقعات مثل «منازل الأصدقاء متصلة عن طريق التلغراف المغناطيسي الذي يسمح للأشخاص الذين يعيشون بعيدًا عن بعضهم البعض بالتواصل» و«المجلات المنزلية» و«استبدال المراسلات الاعتيادية» مع «معلومات عن المضيفين أو سوء الحالة الصحية، وأخبار الأسرة، ومختلف الأفكار والتعليقات والاختراعات الصغيرة والدعوات».
أصبحت أنظمة الحوسبة معروفة في الاتحاد السوفيتي في الخمسينيات. ابتداءً من عام 1952، أُقيمَت أعمال في معهد الهندسة الدقيقة وهندسة الحاسبات ومقرها في موسكو (برئاسة سيرجي ليبيديف) على نظام الدفاع الصاروخي الآلي الذي استخدم «شبكة الكمبيوتر» التي حسبت بيانات الرادار عن صواريخ الاختبار من خلال آلة مركزية تسمى «إم 40»، وكان يتبادل المعلومات عن بعد مع محطات بعيدة أصغر على بعد نحو 100-200 كيلومتر.
استخدم العلماء عدة مواقع في الاتحاد السوفيتي لأعمالهم، وكان أكبرها نطاق الاختبار الضخم إلى الغرب من بحيرة بالكاش. في الوقت نفسه، كان مستخدمو أجهزة الراديو الهواة في جميع أنحاء الاتحاد السوفيتي يجرون اتصالات «نقطة إلى نقطة» مع رفاقهم في جميع أنحاء العالم باستخدام أكواد البيانات. وفي وقت لاحق، أُطلقت في عام 1972 شبكة ضخمة من «شبكة البيانات الآلية» تسمى «إكسبرس» لتلبية احتياجات السكك الحديدية الروسية.
في أوائل الثمانينيات من القرن الماضي، كان أعضاء معهد الأبحاث العلمية للأنظمة المحوسبة التطبيقية (في إن آي آي بّي إيه إس) يعملون على اتصالات البيانات عبر بروتوكول الهاتف إكس 25. في عامَي 1982 و 1983، كان هناك اتصال سوفيتي تجريبي بالنمسا، وأجريت سلسلة من «المؤتمرات الحاسوبية العالمية» في معهد (في إن آي آي بّي إيه إس) بمبادرة من الولايات المتحدة. كان اتحاد الجمهوريات الاشتراكية السوفيتية ممثلًا بفريق من العلماء من العديد من الجمهوريات السوفيتية برئاسة عالم الكيمياء الحيوية أناتول كليوسوف، ومن البلدان الأخرى المشاركة المملكة المتحدة والولايات المتحدة الأمريكية وكندا والسويد وألمانيا وألمانيا الشرقية وإيطاليا وفنلندا والفلبين وغواتيمالا واليابان وتايلاند ولوكسمبورغ والدنمارك والبرازيل ونيوزيلندا.
أيضًا في عام 1983 بدأ مشروع برقية موسكو سان فرانسيسكو (إس إف إم تي) من قبل معهد (في إن آي آي بّي إيه إس) وفريق أمريكي ضم جورج سوروس. أدّى ذلك إلى إنشاء مشغل نقل البيانات (السوفيتي-الأمريكي) في الثمانينيات من القرن الماضي. وفي الوقت نفسه، في 1 أبريل 1984، ظهرت خدعة يوم «كذبة أبريل» حول «كمبيوتر الكرملين»، والتي تسمى باللغة الإنجليزية يوزنِت (شبكة المستخدمين).
هناك تقارير عن اتصالات الإنترنت التلقائية (تِل نِت) و (يو يو سي بّي) «المنزلية» إلى إكس 25 في الاتحاد السوفيتي في عام 1988.
في عام 1990، قامت المبادرة غير الربحية لشركة «غلاس نِت» من قبل جمعية الاتصالات التقدمية الواقع مقرها في الولايات المتحدة برعاية استخدام الإنترنت في العديد من المشاريع التعليمية في الاتحاد السوفيتي (من خلال سوفام).

### الأزمة المالية عام 1998
عندما حدث انهيار الاقتصاد الروسي في أغسطس 1998، تقلص السوق بشكل كبير وهبط الروبل وتعثر العديد من مشغلي الهواتف الخلوية بين انخفاض حركة التجارة وضخامة العملات الأجنبية في الائتمان وفواتير معدات الاتصالات السلكية واللاسلكية. في عام 1998، خسرت الاشتراكات المدفوعة مسبقًا وهبطت استثمارات البنية التحتية. كان مشغلو «خلوي موسكو إن إم تي 450» الأكثر تضررًا بسبب مستخدميها الكثر، نحو 50%. تسببت أزمة عام 1998 أيضًا في مشاكل عديدة تتعلق بالتعريفات الجمركية والسداد للمشغلين الإقليميين بسبب الديون المتراكمة للبائعين؛ أُعيدَت هيكلة الديون الكبيرة وخسر المستثمرون الأجانب.

### خلال الألفينيات
في نوفمبر 2013، أصدر الرئيس بوتين تعليماته إلى مجلس وزراء ديمتري ميدفيديف في الفترة 2014-2016 لتوفير «خدمات الاتصالات الحديثة» للمستوطنات الريفية التي يتراوح عدد سكانها بين 250 و 500 نسمة في جميع أنحاء روسيا، من قبل شركة روس للإتصالات على حساب توفير الخدمات الشاملة. لا تحدد الوثيقة المقصود بـ «خدمات الاتصالات الحديثة»، لكن المصادر القريبة من وزارة المواصلات والقطاع الحكومي تشرح عزمها على ربط القرى بشبكة الإنترنت السلكية. تأتي الميزانية من صندوق الخدمات الشاملة.

## المرسوم
تتولى وزارة الاتصالات ووسائط الإعلام مسؤولية وضع وتنفيذ سياسة الدولة في مجال الاتصالات الإلكترونية والبريدية، للإعلان عن تطوير وإدخال تكنولوجيا المعلومات والاتصالات الجديدة، وتنسيق عمل وكالات الحكومة الأخرى في هذا المجال. تمارس الرقابة التشريعية بشكل رئيسي من خلال لجنة مجلس الدوما (أو مجلس النواب في الجمعية الاتحادية لروسيا) لوسائل الإعلام. تضع اللجنة مشاريع القوانين المتعلقة بوسائط الإعلام، وتقدم تحليلًا خبيرًا للقوانين المقدمة من لجان مجلس النواب الروسي الأخرى فيما يتعلق بامتثالها لقانون الإعلام الحالي.